# Ferruccio Petracchi
Umberto Nicosia (Milano, 1915 – Fagodnij, 26 agosto 1942) è stato un militare italiano insignito della medaglia d'oro al valor militare alla memoria nel corso della seconda guerra mondiale.

## Biografia
Nacque a Milano nel 1915, figlio di Attilio e Celestina Tosi. 
Conseguito il diploma di ragioniere, nel maggio 1938 fu chiamato a prestare servizio militare di leva nel Regio Esercito in servizio presso il 3º Reggimento bersaglieri motorizzato. Nell'aprile 1939 prese parte alle operazioni di sbarco e alla successiva occupazione dell'Albania. Rientrato in Italia nel mese di giugno e trattenuto alle armi con il grado di sergente, il 10 giugno 1940, alla dichiarazione di guerra a Francia e Gran Bretagna, partecipò alle operazioni militari svoltesi alla frontiera occidentale e nell’aprile 1941 a quelle svoltesi contro la Jugoslavia. Destinato il 3º Reggimento bersaglieri a far parte, con la 3ª Divisione celere "Principe Amedeo Duca d'Aosta", del Corpo di spedizione italiano in Russia (CSIR), nel luglio dello stesso anno partiva per l'Unione Sovietica. Promosso sergente maggiore dal 1º marzo 1942, ottenne la promozione a sottotenente di complemento poco tempo dopo e, trasferito al 6º Reggimento bersaglieri, assunse il comando di un plotone fucilieri. Cadde in combattimento a Fagodnij il 26 agosto 1942, e fu insignito successivamente della medaglia d'oro al valor militare alla memoria.